# Filosofia cristiana

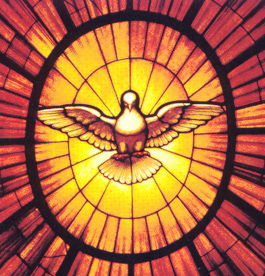
Lo Spirito Santo, in forma di colomba, che per i cristiani è espressione della vera sapienza

La filosofia cristiana è quel campo di indagine che cerca risposte sul senso del mondo e della vita umana alla luce della rivelazione cristiana; in tal senso essa attiene più in generale ai rapporti tra filosofia e religione.

## Contesto storico introduttivo
Sebbene la filosofia fosse sorta nell'antica Grecia come superamento delle spiegazioni mitologico-religiose del cosmo, slegandosi da queste ultime e promuovendo per la prima volta un pensiero basato su un metodo razionale, questo stesso metodo fu poi in gran parte assimilato dalla teologia cristiana medioevale, che pose se stessa come traguardo fondamentale del sapere filosofico medesimo.
Del resto, già la comparsa in Grecia della filosofia come autonoma riflessione, che pure aveva comportato una crescente differenziazione con le religioni exoteriche da cui tendeva a rendersi indipendente, aveva portato a un tentativo di analizzarne i contenuti da un punto di vista più nascosto e approfondito, accostandosi cioè ad una religiosità di tipo esoterico. Ciò si può notare dal fatto che i primi concetti filosofici, quali l'archè o il logos, erano ricavati dai miti delle antiche cosmogonie religiose; in questi casi la filosofia aveva assunto l'aspetto di pensiero critico che indaga l'aspetto esteriore del divino portandolo ad un livello più introspettivo e razionale. Accanto alla religiosità di tipo tradizionale se ne era così aggiunta una più sotterranea che si esprimeva soprattutto nelle forme dei misteri orfici ed eleusini. In altri termini si era posta l'esigenza di ripensare il rapporto col divino e di affrontare le questioni proprie dell'etica, oppure il modo in cui l'uomo conduce la sua esistenza e le sue relazioni con la polis ricorrendo a strumenti razionali e speculativi, attraverso però un approccio riservato a pochi iniziati per via del carattere sacro attribuito alle nuove dottrine.
Con Socrate, Platone e Aristotele il campo di indagine della filosofia si era esteso al di là delle questioni naturalistiche sollevate dai primi pensatori, fino a confondersi di fatto con la teologia, mantenendo intatta l'esigenza di attenersi a un modello di intrinseca razionalità, anche se non esplicitamente citata. Nell'Eutifrone di Platone, ad esempio, Socrate chiede ad Eutifrone «cosa sia santo e quando un'azione possa dirsi santa»: Eutifrone risponde che santo è ciò che è caro agli dei. Socrate incalza facendo notare che agli dei sono care qualità diverse e contrarie, fino a porre la domanda decisiva: «il santo è tale perché caro agli dei, o è caro agli dei perché santo?». Nel primo caso gli dei sono arbitrari, nel secondo caso sono legati alla verità e al bene. Qui Platone esce dalla religione exoterica dei miti popolari e si riallaccia all'archè dei pitagorici e al Nous di Anassagora. Già l'Antico Testamento aveva mostrato un'analoga esigenza di razionalità facendo dello Jahvismo la religione dei Padri, il cui Dio è svincolato dallo spazio e dal tempo: religione che obbedisce ad un canone implicito di coerenza logica, essendo Dio semplicemente “Colui che è”.
Uno stretto legame con la teologia si era poi mantenuto in epoca ellenistica, ad opera in particolare dallo stoicismo. Sarà quindi con l'avvento del Cristianesimo che sorse l'esigenza di conciliare filosofia e religione all'interno di un pensiero che aiuti lo spirito dell'uomo ad elevarsi, fino a trasformarsi in una sorta di misticismo. L'espressione pagana di questo nuovo sentire filosofico religioso fu il neoplatonismo di Plotino, che rappresentava anche una via ascetica verso l'Uno.

## Rapporti tra filosofia e teologia
Il problema del rapporto tra filosofia e teologia, e di una loro possibile demarcazione, apparve la prima volta con l'annuncio della rivelazione cristiana. Il rapportarsi della filosofia con la fede fu infatti vagliato alla luce di una forte coscienza critica da parte di alcuni Padri della Chiesa (ad es. Giustino, Ireneo, o Tertulliano), che mettevano in guardia dai pericoli dell'eresia cui essa può indurre nei confronti della fede, sulla scorta della predicazione di San Paolo.
Ciò nonostante i primi Padri della Chiesa tennero a confrontare la loro fede con i requisiti della ragione, puntando alla religione come a una forma di conoscenza, e a Dio come Logos. Ciò trovava fondamento, oltre che nell'appoggio della concretezza storica espressa dalla carnalità del Cristo, anche nella sintesi del Vangelo di Giovanni, dove il Lògos, all'origine dell'ordine razionale del mondo, è sapienza di Dio in ogni realtà, attraverso cui tutto è stato fatto.

### Età medioevale
In seguito la teologia cristiana assumerà sempre più le vesti della filosofia, ovvero di un tentativo di pensare la divinità anche con gli strumenti della ragione, non tanto per rinforzare la fede, quanto allo scopo di difenderla dalle critiche nei suoi confronti. La filosofia "ancella della fede" è così la concezione rintracciabile in questi primi costruttivi rapporti tra filosofia e religione, ad es. in Clemente Alessandrino, e in tutta la cultura medioevale da Alberto Magno: «ad theologiam omnes aliae scientiae ancillantur», fino a san Tommaso d'Aquino, e san Bonaventura.
Tommaso d'Aquino dà una nuova sistemazione organica alla filosofia partendo dall'identificazione aristotelica con la metafisica: la filosofia viene elevata al rango di una delle più nobili discipline dell'uomo, e le viene assegnato innanzitutto il compito di accogliere e comprendere i praeambula della fede: secondo Tommaso la filosofia consente di approdare ad alcune verità fondamentali, quali la conoscenza razionale dell'esistenza di Dio, come era accaduto ad esempio ad Aristotele che pure ignorava la rivelazione cristiana. Queste conoscenze permettono di elevarsi all'intelligenza delle verità rivelate. Esse verranno poi confuse in epoca illuminista con la capacità di «dimostrare» con la ragione i fondamenti della fede..
Per tutto il periodo medioevale la filosofia continua così a camminare parallelamente con lo sviluppo del pensiero religioso, pur se alcuni autori, come Guglielmo d'Ockham, marcheranno l'esigenza di un'autonomia del pensiero sperimentale nei confronti della religione, sottolineando l'impossibilità di decifrare con la ragione i misteri della fede.

### Età moderna
Con il Rinascimento prevalgono due tendenze: da un lato vi è Marsilio Ficino che estende il concetto di filosofia cristiana anche agli autori pre-cristiani come Platone; egli ritiene che, sebbene religione e filosofia siano inevitabilmente un'espressione storica, laddove però la verità rivelata aspiri a una sua propria legittimazione metastorica (ovvero trascendente) la filosofia è philosophia perennis, una perpetua rimeditazione che rinnova continuamente le sue regole e i suoi concetti. Per cui esiste un'eterna «pia filosofia», antitetica alle correnti di pensiero atee e materialiste, che attraversa i secoli e culmina col cristianesimo. D'altro lato prevale una tendenza maggiormente rivolta all'uomo e alla natura, iniziando quel processo di allontanamento del pensiero filosofico nei confronti della religione che caratterizzerà l'era moderna. Telesio sostenne che la natura va studiata secondo i suoi propri princìpi, riproponendo così però la visione tipicamente aristotelica di una ragione immanente agli organismi. Alcuni, come Campanella, adattarono la teologia cristiana ad una concezione tipica della filosofia naturalistica, dove tuttavia rimangono forti le influenze neoplatoniche e agostiniane. Ma è con Galilei che inizia lo sviluppo del metodo scientifico, in cui prevale la rinuncia a studiare le essenze qualitative della natura, in favore di un approccio meramente quantitativo e matematico.
Mentre Galilei sosteneva una separazione tra l'autorità religiosa e quella in ambito scientifico, ma pur sempre nell'ottica di una reciproca autonomia e di una pacifica convivenza, con lo sviluppo del deismo nacque una nuova forma di religiosità avulsa dal cristianesimo, la quale basandosi sulla ragione prescindeva completamente da ogni rivelazione positiva e da ogni forma di influenza ecclesiastica. Con l'illuminismo e in particolare con Kant, questa autonomia della ragione diede luogo a un'impostazione talmente radicale, non solo nella pratica scientifica, ma anche negli aspetti più teoretici oggetto della "pura ragione", da sconfinare poi nella celebre sentenza di Nietzsche, Dio è morto: con questa egli esprimeva non solo il rifiuto della credenza in qualsivoglia ordine cosmico o fisico, ma anche il rifiuto dei valori assoluti stessi.
Da questa prospettiva scaturì l'atteggiamento definito negativamente "scientista", secondo cui il sapere scientifico va posto a fondamento di tutta la conoscenza in qualunque dominio, anche in etica e in politica, e che la filosofia cristiana cercherà sempre più di avversare.

## La filosofia cristiana al giorno d'oggi
Più volte nei secoli esponenti del pensiero cristiano, quali ad esempio Tommaso d'Aquino, o anche documenti ufficiali della sede papale, si sono soffermati sul rapporto fra fede e ragione, per marcare il punto di vista cattolico, sulla risoluzione di questo rapporto; una recente enciclica, promanata da papa Giovanni Paolo II con il nome appunto di Fides et Ratio, ha riproposto la dottrina della Chiesa su questo punto.
L'enciclica presenta lo spirito dell'uomo come compreso tra due ali che sono appunto la fede e la ragione. Mancando una sola delle due non si può spiccare il volo alla ricerca della verità. Nessuna fede può essere accettata se prima non è pensata dall'intelletto: Dio si rivela all'intelligenza, dà spiegazione intelligibile del suo amore. L'amore di Dio è oggetto di Rivelazione e quindi comunicato all'uomo che la conoscerà tramite la sua razionalità..
Il problema del rapporto fra fede e ragione si pone invece, come nell'ottica del pensiero debole, della filosofia analitica, come la necessità per la ragione di affrontare piuttosto una decostruzione critica dei suoi presupposti e meccanismi, in modo da ritrovare la sua autonomia da ogni ideologia e da ogni autorità, compreso quella rappresentata dalla fede.
Il nuovo terreno di scontro, o di possibile incontro, fra fede e ragione, è oggi rappresentato dalla bioetica, su temi come quello del principio della vita (la fecondazione artificiale, l'aborto, la ricerca sugli embrioni) e della fine della vita (l'eutanasia, i trapianti, etc.).
Una filosofia cristiana fondata sui principi del Calvinismo è stata elaborata a partire dall'opera del giurista e filosofo olandese Herman Dooyeweerd (1894-1977).